# Gyémántlelőhelyek
A gyémántok leggyakrabban másodlagos lelőhelyeken, azon belül is inkább folyami üledékekben fordulnak elő, ahová az eredeti kőzet elmállása után kerülnek.
Az első gyémántokat az i. e. 9 században találták meg a mai India területén, mely egészen a 18. század közepéig a világ egyetlen gyémánt lelőhelye volt. A 18. században Brazíliában is megtalálták az első gyémántokat és rövid időn belül a dél-amerikai ország vált a világ első számú gyémánttermelőjévé. Dél-Afrikában az 1870-es években indult meg a bányászat, miután felfedezték a gyémántban gazdag kimberlit és lamproit tartalmú kürtőket. Napjainkban a világ gyémánttermelésének legnagyobb részét Oroszország adja, főleg a szibériai bányái révén. Ausztráliából évente 42 tonna gyémánt származik (itt vannak a leggazdagabb gyémántlelőhelyek). További jelentős gyémántbányászat folyik Kanadában, Zimbabweban és Angolában is.

## Országlista

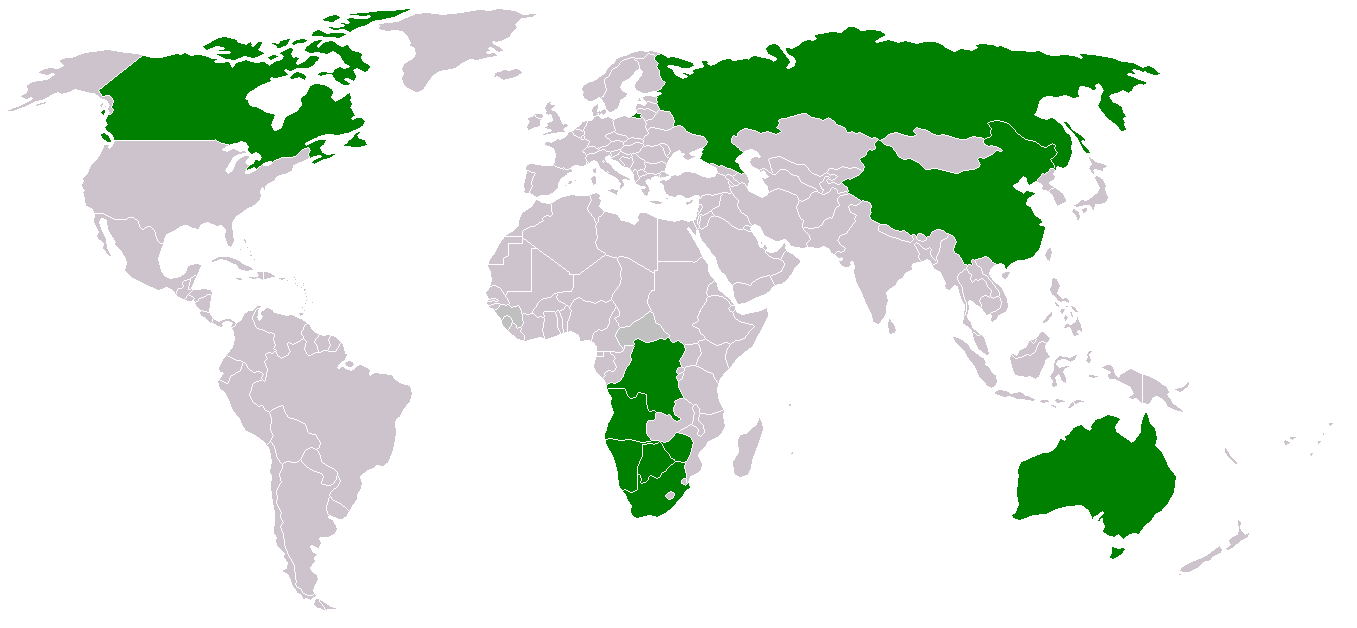
Fő gyémántkitermelő országok

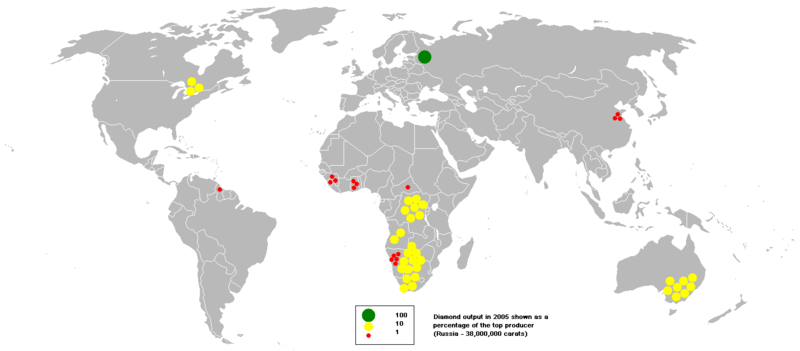
Gyémántkitermelés 2005-ben

A 2010-es évek fő termelő országaiː
| No. | ország                          | gyémánttermelés (millió karát) 2016 |
| --- | ------------------------------- | ----------------------------------- |
| –   | világ                           | 121.7                               |
| 1   | Oroszország                     | 40                                  |
| 2   | Botswana                        | 20.9                                |
| 3   | Ausztrália                      | 13.9                                |
| 4   | Kongói Demokratikus Köztársaság | 12.3                                |
| 5   | Kanada                          | 11.1                                |
| 6   | Angola                          | 9                                   |
| 7   | Dél-afrikai Köztársaság         | 8.4                                 |
| 8   | Zimbabwe                        | 2.1                                 |
| 9   | Namíbia                         | 1.5                                 |
| 10  | Sierra Leone                    | 0.5                                 |
| -   | más országok                    | 2                                   |

## India
Kelet-India a legrégebbi ismert gyémántlelőhely. Innen több híres gyémánt is előkerült. A gyémántot itt hosszú ideje ismerik és nagyra becsülik, amit a gyémánttal ékesített istenszobrok és a régi indiai irodalom bizonyítanak. Egészen a 18. század elejéig India volt a gyémántok egyetlen forrása. A brazíliai és afrikai gyémántelőfordulások felfedezése óta az indiai előfordulások jelentősége azonban teljesen háttérbe szorult, annál is inkább, mivel a legtöbb régi híres bánya kimerült.
A gyémánt előfordulási helyei Indiában a Dekkán-fennsík keleti részén találhatók. A leghíresebb lelőhelyek a Panar, Kistnah-, Godavari- és Mahanadi-folyók környékén, azonkívül a Ken-folyó területén, paleozoikumi üledékekben találhatók. Panna közelében található az egyetlen napjainkban is működő indiai gyémántbánya. A leghíresebb régi bányák, amelyek a legszebb és legnagyobb gyémántokat szolgáltatták, a Kistnah és Godavari folyók alsó szakaszai környékén terültek el. Az innen kikerült gyémántok fő eladási helye Golkonda volt, ezért tévesen sokszor Golkondát emlegetik lelőhelyül. A híres nagy gyémántok közül Golkondából származik az Orlov, Koh-I-Nor, Sah. A gyémánt eredeti termőhelye Indiában sehol sem ismert.
A gyémántot napjainkban is egyszerű eszközökkel, mosás és kiválogatás útján keresik. A szilárd, még el nem mállott homokköveket és konglomerátumokat először apróra törik, azután átmossák és szétválogatják. A gyémánttartalmú rétegek nincsenek mindig közvetlenül a felszínen, ilyenkor kerek mélyedéseket, gödröket készítenek azok kibányászására. Ezeknek az üregeknek a mélysége nem igen haladja meg a 20 métert. A felszínre hozott kőzetanyag összetörése után maradnak még kőzetdarabok, melyek gyémántokat rejtenek. Ezek idővel elmállanak és a bennük maradt gyémánt kihullik belőlük, ezért a régi törmelék újraválogatása során is találnak még gyémántokat. A helyi lakosság körében az a babona terjedt el, hogy a gyémánt a kőzetben mindig újra és újra képződik.
A gyémánttartalmú kőzet bányászását a száraz, feldolgozását az esős időszakban végzik. Az apróra tört kőzeteket és a gyémánttartalmú folyóhordalékot, homokot, kavicsot vízzel öntözve iszapolják, hogy a földes részektől megtisztítsák. Az iszaptól megtisztított anyagot azután még félgömb alakú, finom fonású kosarakban vízzel újra jól át és átöblítik, hogy a gyémántok a hozzájuk tapadt anyagoktól jól megtisztuljanak. Többszörös átmosás után a visszamaradt anyagot a földön kiterítik és a gyémántokat kézzel válogatják ki.
Az Indiában talált gyémántok minőség tekintetében az elsőrendűek közé tartoznak. Számos teljesen víztiszta és értékes kékesfehér színű kő származik az itteni bányákból. Ezenfelül kék, zöld és piros gyémántok is származnak innen.

## Brazília

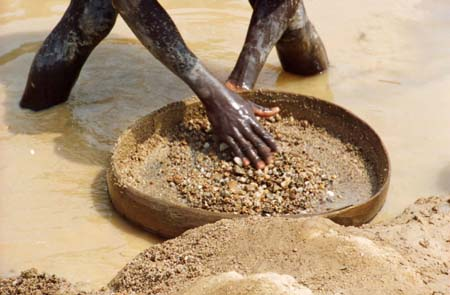
Gyémántok kiválogatása

A brazíliai gyémántbányászás virágkora a 18. század közepétől a 19. század végéig tartott. Az első gyémántot 1725 körül találták meg. Az itteni gyémánttermelés rövid időn belül háttérbe szorította az akkor már erősen kimerült indiai bányákat. India után másfélszáz évig, a dél-afrikai gyémántbányák felfedezéséig, Brazília adta a világ gyémánttermelésének nagy részét. Napjainkban ipari szinten szünetel a gyémántbányászat, hiszen a kimerült lelőhelyek miatt gazdaságtalan.
Az első gyémántokat Minas Gerais államban, Tijuco (ma Diamantina) környékén, aranymosás alkalmával, a Rio dos Marinhos folyó aranytartalmú homokjában fedezték fel.
A gyémánt Brazíliában is másodlagos helyeken, hordalékos kőzetekben, folyók, patakok homokjában és kavicsai között fordul elő, de magasabban, a völgyek lejtőin és fennsíkok lerakódásaiban is található. A patakok és folyók gyémánttartalmú hordalékát, mely legnagyobbrészt kvarchömpölyökből áll, cascalhonak nevezik. A hordalék szemcséit igen sokszor valamilyen vasas kötőanyag szilárd konglomerátummá ragasztja össze s az ilyen kőzetet tapanhoacangának, vagy csak cangának hívják. A völgyoldalak és fennsíkok törmelékanyaga a gorgulho, a környező kőzetek durva darabkáiból és egy vöröses, többé-kevésbé agyagos földből áll. Ebben található kísérő ásványaival együtt a gyémánt, amely a földes anyag miatt legtöbbször csak a mosás után tűnik elő.
Diamantina környéke a Jequetinhonha folyó alsó vízterületénél lévő fennsík, amelyen 1200 m tengerszint feletti magasságban fekszik a gyémántok felfedezése óta Diamantinának nevezett főváros, Tijuco. Gyémántot a fennsíkon és az ott eredő folyók völgyeiben bányászták. A Diamantinától északra elterülő Grão Mogol vagy Mogor vidéke, ahol a gyémántot egy finom szemcsés homokkőben is megtalálták. Ez a lelőhely jelentéktelenebb A Diamantinától nyugatra fekvő vidék, a Rio San Francisco egy bal oldali mellékfolyójának, a Rio Abaété-nek környéke, jóval későbben felfedezett gyémántterület. Mára kimerült, a bányászat szünetel. Itt találták az egyik legnagyobb, 138,5 karátos brazíliai követ.
Diamantina mellett Brazília második fontos gyémántlelőhely Bagagem környéke, Goyaz állam határa mellett, a kitermelés napjainkban itt is szünetel. Több nagy gyémánt származik e területről, így a Dél csillaga, amely nyers állapotban 261,88 karát súlyú volt.
A cincora-i gyémántlelőhely fő nevezetessége az, hogy itt találtak először fekete, kokszhoz hasonló, lyukacsos karbonádót, amely szabálytalan, gömbölyded gumók alakjában fordul elő. E gumók közepes nagysága hat karát, de előfordultak 700-800 karátos, sőt még ennél súlyosabb darabok is.
A brazíliai gyémántok általában jó minőségűek és megközelítik az indiai köveket. A brazíliai gyémántoknak körülbelül 40%-a színtelen kő, ebből 25% teljesen víztiszta; 30% egész gyenge színárnyalatú és 30% színes, de a szép élénk szín ritka. A világosabb színárnyalatú köveknek sokszor csak a külső rétegük színes, úgyhogy ennek lecsiszolásával előtűnik a színtelen, víztiszta kő. Némelykor csak az élek és a csúcsok színesek. A kőzet törését, mosását, válogatását itt is majdnem mindenütt egész egyszerű módon végzik, csupán az újabb időben állítottak fel néhány helyen modernebb berendezéseket. A gyémántnyerést Brazíliában servico-nak nevezik s aszerint, hogy ez folyóvölgy, vagy völgyoldal, vagy fennsík lerakódásaiból történik, megkülönböztetnek servico do rió-t, do campó-t és do serrá-t.
A gyémánttartalmú laza hordalékanyag hagyományos úton történő kinyerése elég könnyen megy; a száraz időszakban a kiásott anyagot a folyók mellett halmokba rakják s az anyag kimosását a nedves időszakban végzik. Először is rostálással a durvább törmelékdarabokat a finomabbaktól elválasztják, azután a finomabb anyagot lapos, körülbelül 0,6 m átmérőjű fatálban, az úgynevezett bateában mossák úgy, hogy ügyes forgatással a könnyebb anyag lefolyik, s csak a nehezebb ásványok maradnak vissza, amelyeket azután kiválogatnak.

## Dél-Afrika

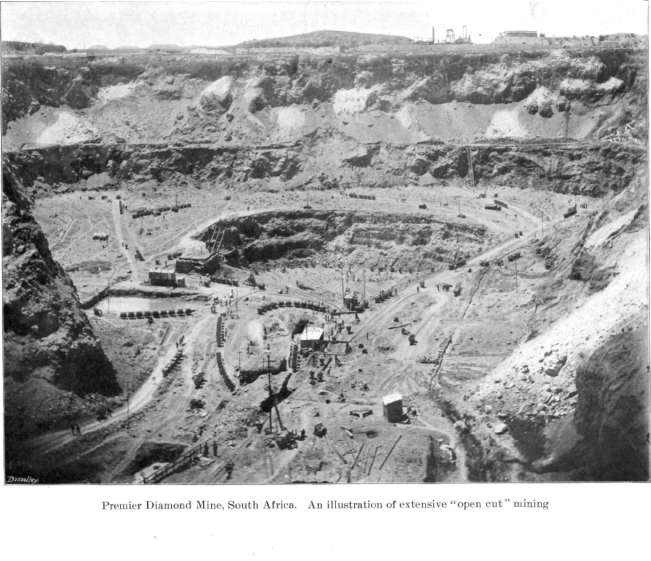
A Premier-mine 1903-ban

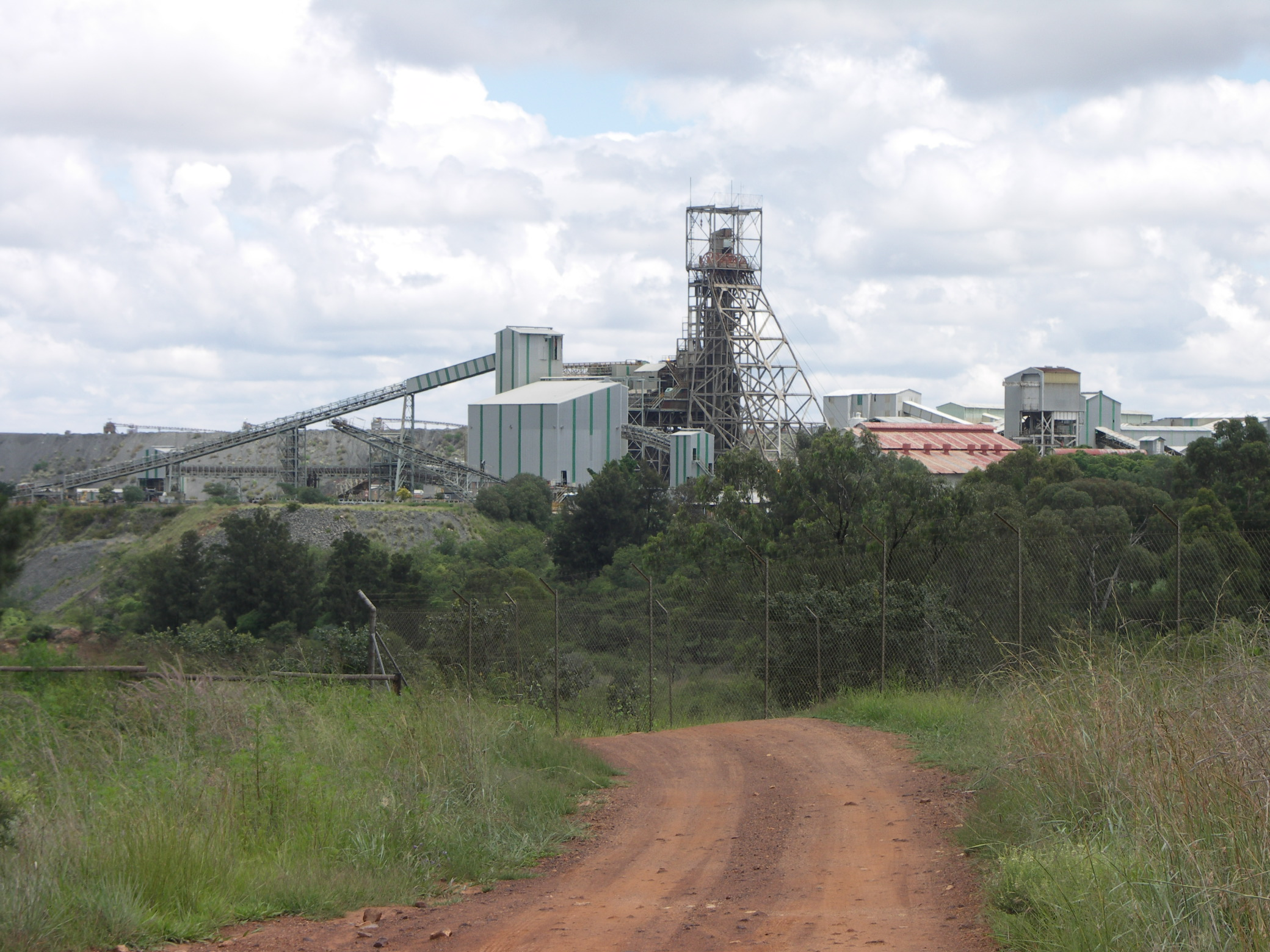
A Premier-mine napjainkban

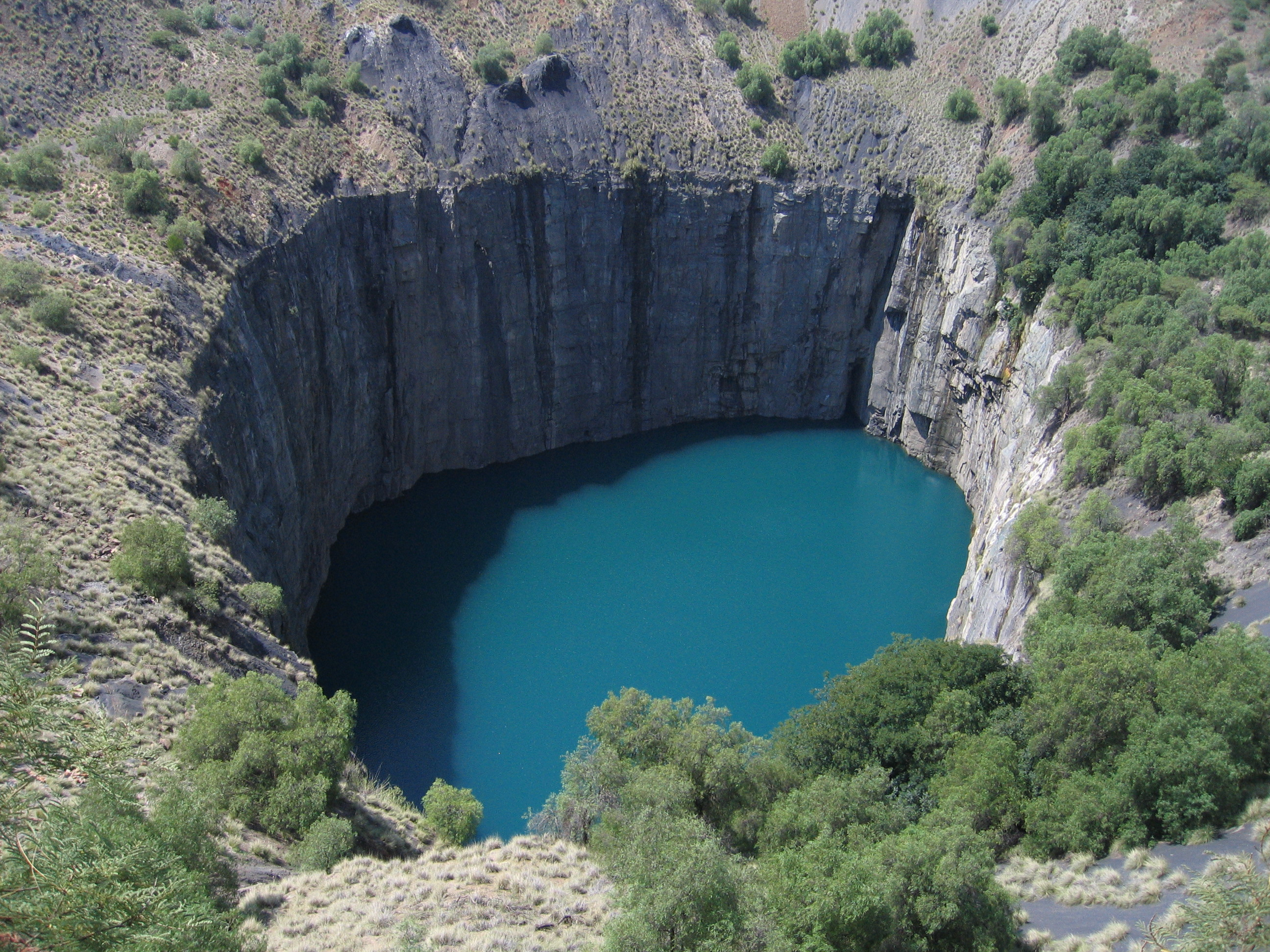
A Kimberley-bánya vízzel feltelt kürtője, a "Big Hole"

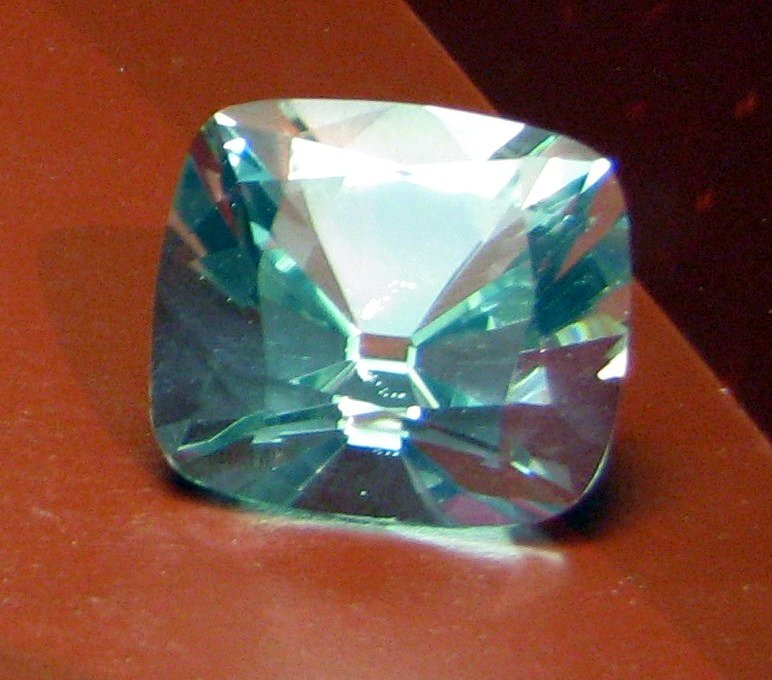
A Jubileum-gyémánt

Dél-Afrikában a legelső gyémántot játszó gyerekek találták meg, akik azzal szórakoztak, hogy a folyó homokjából kavicsokat gyűjtögettek. A történet szerint Jakobs búr gazda, gyermekei a De Kalb farmon Hopetown közelében az Oranje folyó hordalékából szedegették a kavicsokat, amelyek között egy feltűnően fényes, csillogó kő is akadt. A kő feltűnt a gyermekek szüleinek s megmutatták azt egy szomszédos farmernek, Niekirknek, aki az O’Reilly nevű angol kereskedőhöz vitte. Ez már sejtette, hogy a kő gyémánt, próbálta vele az üveget karcolni s a próba kitűnően sikerült. Szakértőhöz vitte és Atherstone mineralógus megállapította róla, hogy valóban gyémánt. Súlya 21,2 karát volt és a maga korában 500 fontra értékelték. Fokföld kormányzója megvásárolta a követ, melyet az 1867-i párizsi világkiállításon Hopetowni gyémánt néven bemutattak. Nemsokára több gyémánt is előkerült, nemcsak az Oranje, hanem a Vaal folyó hordalékából is. 1879-ben egy bennszülött az Orange melletti Sandfontein farmon egy 85 karátos követ talált, amely később Dél-Afrika csillaga néven vált ismertté. Amint a gyémántleletek híre elterjedt, megindult a gyémántkeresők vándorlása az Oranje és Vaal folyók felé. A mosási műveletet river diggingnek nevezték.
Néhány év múlva azután rendkívül érdekes és jelentős felfedezés történt: vizektől messze, a Vaal és Modder folyók közti Karroo-fennsíkon egy sajátságos kékes-zöldes színű kőzetben is találtak gyémántot. Megfigyelték, hogy a gyémántot tartalmazó kőzet nagyobb területen nincs egyenletesen elterjedve, hanem a környező rétegekben, amelyektől teljesen elüt, mintegy szigetekben található. Csakhamar észrevették, hogy ez a gyémánttartalmú kőzet a vidéket felépítő rétegeken keresztül, le a mélybe követhető, tehát, hogy kürtőszerű csatornákat tölt ki. A kürtőket Kimberley vidékén fedezték fel. Napjainkban több mint 150 gyémánttartalmú kürtőt ismernek, de a gyémánttartalom némelyikben igen csekély, úgyhogy ezekben egyelőre nem folyik bányászás. A kőzetből való bányászást dry diggingnek nevezik.
Kimberley vidékén öt nagy bányában kezdték el kifejteni a gyémánttartalmú kőzetet: Kimberley, De Beers, Dutoitspan, Bultfontein és Wesselton. A Dutoitspan felfedezéséhez az a történet fűződik, hogy egy Van Wyk nevű telepes a Dorstfontein farmon az anyagban, amelyből háza épült, gyémántot talált. Abban a reményben, hogy azon a helyen, ahonnan a házhoz használt anyag származott, több gyémántot is talál, ásni kezdett s így vetette meg a Dutoitspan bánya alapját. 1871-ben De Beer gyémántleletei a Vovruitzigt-farmon a De Beers-bánya megalapításához vezettek. Ugyancsak 1871-ben egy kis domb, a Colesberg Kopje tetején találtak gyémántot s ma ezen a helyen van a híres Kimberley-bánya. 1902-ben fedezték fel Pretoria mellett a híres Premier mine-t.
A kimberlitkürtők felfedezése után, 1903-ban fedezték fel, hogy némelyik kürtőből erek indulnak ki (dyke-ok), melyeket szintén kimberlit-anyag tölt ki, tehát ugyanannak az eruptív tevékenységnek eredményei, mint maguk a kürtők. Az is előfordul, hogy két vagy sokszor több szomszédos kürtőt ilyen erek kötnek össze s volt eset arra is, hogy egy-egy ilyen ér követése új kürtő felfedezésére vezetett. Ezek az erek azonban legtöbbnyire nem tartalmaznak gyémántot, ezért nem is bányásszák.
A kimberlitkürtőkben a gyémánt szabad kristályok és kristálytöredékek alakjában fordul elő. A kőzet gyémánttartalma nagyon kevés. A gyémánt mennyiségét a kőzetben load-onként karátokban fejezik ki (1 load = 0,454 m³, körülbelül 725 kg). A leggazdagabb bányában, a Bultfontein mine-ban loadonként 0,4 karát gyémánt található, míg a legszegényebb Koffy-fonteinbányában 1 load kőzetre 0,0575 karát esik. Ez a tartalom átlagban tonnánként egytized grammnak felel meg. A kimberlit gyémánttartalma a felszínhez közel nagyobb, mint mélyebben.
A dél-afrikai gyémántok nagyság szempontjából az első helyen állnak, minőségileg azonban nem elsőrangúak. Különösen ritkák az értékes kékesfehér színűek, ezek az egész termelésnek mindössze 2%-át teszik ki. A legtöbb dél-afrikai kő sárgás színű. Sokszor a sárga árnyalat alig észrevehető, úgyhogy gyakorlatlan ritkán észlelhető (kapfehér-szín), a legtöbb esetben azonban a sárga szín feltűnőbb és emiatt a kövek jóval kisebb értékűek. A fehér és sárga szín között minden árnyalat előfordul s ezeket a kereskedelemben mind külön névvel jelölik: fine white, white, first cape, first bye, second bye, light off coloured, off coloured, light yellow, yellow, dark yellow, orange yellow. Elég gyakoriak a barna valamint a szürke (smoky stones) és a kívül színes, belül teljesen színtelen kövek (coated stones).
A szürke kövek között egy igen sajátságos jelenséget figyelhető meg. Különösen a Kimberley-bánya füstszürke színű gyémántjai közül egyesek a levegőre jutva, megrepedeznek s kisebb-nagyobb darabokra, szilánkokra esnek szét. Ezt a jelenséget valószínűleg belső feszültségek idézik elő, erre utal, hogy az ilyen kövek általában rendellenesen kettős törésűek. A kristályok belsejében, a zárványok körül, a hőmérséklet változásainál az egyenlőtlen feszültség miatt repedések keletkezhetnek, amelyek mentén azután a kristály széteshet.
A zárványoktól zavaros kövek (spotted stones) különösen a Bultfontein-bányában gyakoriak. Általában véve a minőség az egyes bányák szerint változik, a legkitűnőbb köveket a Jagersfontein-, Premier- és Koffyfontein-bányák szolgáltatják.
A gyémántterületeket kezdetben négyszegletes területekre, úgynevezett claimekre osztották, amelyeknek egy-egy oldala 31 angol láb (9,45 m) volt s egy-egy ilyen területért a bányaművelő bizonyos összeget fizetett. Kezdetben azonban két ilyen claimnél többre senki sem tarthatott igényt. Az egyes tulajdonosok a claimeken belül, egymástól teljesen függetlenül ásták és fejtették a gyémánttartalmú kőzetet. A kifejtett és összetört kőzetből azután kezdetleges módon, kézzel válogatták ki a gyémántot. Amint a művelésben mélyebbre jutottak, a fejtés nehézségei megnövekedtek. Nagy nehézségekbe ütközött az anyagnak a mélyből való felszállítása is, ezért a bányák szélén gerendákat állítottak fel, amelyekhez sodronyköteleket erősítettek s ezeken szállították fel a kifejtett anyagot, így a bányák mély katlanokhoz hasonlítottak. A beomló rétegek, valamint a bányákba beáramló víz is megnehezítette a kitermelés menetét. Emiatt a művelés költségei folyton emelkedtek, úgyhogy a tulajdonosok legnagyobb része nem győzte a költségeket s kezdték lassan telkeiket részvénytársaságoknak eladogatni; ezek azután később mind egy nagy vállalatban egyesültek és Cecil Rhodes közreműködésével 1889-ben megalakult a De Beers Consolidated Mines Limited. Ez a társaság lassanként az összes Kimberley-vidéki bányát felvásárolta irányítva így az egész gyémántkereskedelmet. A nagy tőkével rendelkező társaság megalapítása igen nagy lépéssel vitte előre az afrikai gyémánttermelést. Vízvezetékeket létesített s ott, ahol külfejtéssel már nem lehetett boldogulni, földalatti bányászatot indított.
A modern kitermelés szerint a felső rétegeket most is külsőleg, terasz szerűen fejtik le. A kitermelés folytatása, a kőzetanyagnak a Föld mélyében robbantásokkal való fejtése és a felszínre való szállítása tárnák és aknák segítségével zajlik le.
A felszínre hozott anyag feldolgozásának első része a kőzetanyag felaprítása. Eleinte ez úgy történt, hogy a kőzetet hosszabb-rövidebb ideig az időjárás mállasztó hatásának tették ki. A kőzet szétesése, minőségétől függően, különböző időtartam alatt következett be. A laza yellow ground jóval hamarabb szétmállik, mint a mélyebbről származó, frissebb blue ground. Ma a kőzetanyag felaprítását is majdnem mindenhol gépek segítségével, nagy kőmalmokban végzik. A felaprított kőzet a gépekkel hajtott mosókba kerül, ahol a nehezebb ásványos részek különválnak. Az így kimosott anyagot azután még különböző rostagépek segítségével szemnagyság szerint is szétválogatják. A gyémántot kísérő ásványaitól azelőtt kézzel válogatták szét, ma az elválasztás azon a megfigyelésen alapszik, hogy a gyémánt zsiradékhoz igen erősen tapad. Az e célra szerkesztett készülék egy lépcsőzetes csatornarendszer, amely lökésszerű mozgásokat végez. A csatornák felülete nehéz, tapadó olajjal van bekenve, amely a vele érintkezésbe kerülő gyémántokat visszatartja. A kimosott anyag, az úgynevezett koncentrát, vízzel ezekre a csatornákra kerül, ahol a gyémánt a zsíros anyaghoz tapadva, visszamarad. A különböző szemnagyságú koncentrátum szétválogatása különböző készüléken történik. A gyémántnak ily módon való szétválogatása igen tökéletes, majdnem százszázalékos. A gyémántokat a hozzájuk tapadó zsiradéktól nátronlúgban való főzéssel szabadítják meg s azután királyvízben vagy fluorsavban tisztítják.
Az említett Kimberley-vidéki bányákon kívül az Oranje-folyó vidékén is fedeztek fel kürtőket, amelyeknek blue ground-ja gyémánttartalmú. Az e vidéki bányák közül legfontosabb a Fauresmith-től délre eső Jagersfontein-bánya, mely nem olyan gazdag ugyan, mint a Kimberley-bányák, de átlagban sokkal jobb minőségű gyémántot szolgáltat s itt a legbecsesebb kékesfehér is aránylag nagy számmal fordul elő. Ilyen például az 1893-ban talált 995,2 karátos, legtisztább vízű Excelsior és a 650,8 karátos, szintén elsőrendű Jubileum.
A kürtőkbe mélyesztett bányákon kívül igen fontos még Dél-Afrikában a gyémántnak folyók hordalékából való mosása. A gyémánt a folyók hordalékába minden valószínűség szerint a kürtők elmállott blue groundjából került.
A legfontosabb és leggazdagabb ilyen gyémántmosási területek az Oranje-, Vaal- és Haarts-folyók környékén terülnek el. Később felfedezték Lichtenburg, Ventersdorp és Poshefstroom (Transvaal), továbbá a Taungs (Griqualand) gyémántterületeit és az Oranje torkolatánál levő gyémántmezőket.
A gyémántmosási jogok megszerzése igen érdekes régi szokáson, az úgynevezett gyémántfutáson alapszik. A lichtenburgi gyémántmezők felfedezésekor, 1927-ben rendezett gyémántfutás-on körülbelül 5000 futó vett részt. Mindazok, akik a kijelölt kiindulási ponttól a területre befutnak, jogot szereznek bizonyos számú claim területén a gyémánt kutatására. A legjobb esélye annak van, aki legelőször éri el a területét, tehát, aki legjobban tud futni, vagy aki maga helyett fizetett gyorsfutóval bonyolítja le az ügyet. A gyémántoknak vízhordalékból való mosására részvénytársaságok nem igen alakultak, mert a gyémántkeresésnek ez a módja nem valami jövedelmező foglalkozás. Egyes szerencsés eseteket kivéve, sokszor hónapokig tartó hiábavaló munka után sikerül csak egy-egy nagyobb követ találni; de a szerencsés jövő reményében mégis sokszor hihetetlen kitartással folyik a munka.
1927-ben Namaqualand partvidékén találtak gyémántterületek, amelyek az Oranje-folyó torkolatától délre több négyzetkilométer területet foglalnak el. A leggazdagabb területek az Alexander-öböl mellett, a parttól mintegy 2,5 kilométerre, 23–33 m magas parti teraszokon vannak. Ezt a vidéket a nagy számban előforduló osztrigahéjak után Osztriga-vonulatnak nevezték el, de hívják Gyémántpartnak is. Az itt talált gyémántok minősége jóval fölülmúlja a kimberlit-gyémántokat; gyakori az elsőrendű kékesfehér kő s aránylag nem ritkák a nagyobbak sem, így 70-80 karátos gyémántot is elég sokat találtak.
Napjainkban a Baken, Cullinan (egykori Premier), Finsch, Kimberley, Koffiefontein, The Oaks és a Venetia bányák üzemelnek.

## Angola

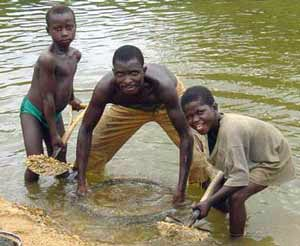
Gyémántok keresése Afrikában

A leggazdagabb angolai gyémántlelőhely a Kasai és Tschikapa közt elterülő vidék, melyet 1907-ben fedeztek fel. Napjainkban Angola a világ egyik legjelentősebb gyémánttermelője. Területén három bánya működik: Catoca, Fucauma és Luarica. Mindháromban a világszintű átlagnál magasabb minőségű gyémántokat bányásznak. A Catoca bányából évi 2,6 millió karátnak megfelelő gyémánt kerül ki, ennek 35%-a drágakőnek minősül; ez a világ negyedik legnagyobb bányája. A Fucauma bányát 2005-ben indították és a tervek szerint évente mintegy 750 ezer karátnyi gyémántot ad majd. A legkisebb, Luarica bányából évente mintegy 95 ezer karátnyi gyémánt származik. A Luzamba bánya Angola egyetlen olyan lelőhelye, ahol mosással keresik a gyémántot.

## Ausztrália
Ausztráliában Új-Dél-Wales területén vannak a legjelentősebb gyémántlelőhelyek. Ezeket 1851-ben fedezték fel. Az egyik északon, a Gwydir folyó vízterületén, a másikat pedig Sydneytől északnyugatra és nyugatra a Macquarie és Lachlan folyók, délre pedig a Shoalhaven folyó vidékén. Az északi területen Inverell területén találtak gyémántot. A gyémánt mindenütt arannyal együtt fordul elő, régi folyóvölgyek lerakódásában, amelynek szemcséit különböző színű mangán vagy vastartalmú kötőanyag szilárd konglomerátummá ragasztja össze. A színtelen köveken kívül találtak sárga, kék, barna, zöld, rózsaszínű és fekete gyémántot is. Ausztráliából évente 42 tonna gyémánt származik. Napjainkban három bánya üzemel: az Argyle Nyugat-Ausztráliában, a Merlin az Északi-Területeken és a Locke bánya. Az Argyle bánya Darwin városától délkeletre található az Argyle-tó környékén. Arról nevezetes, hogy innen származik világ rózsaszínű gyémántjainak 90-95%. Az anyakőzet itt lamproit. A Merlin bánya 2000-2004 között üzemelt ezalatt mintegy 500 000 karátnak megfelelő gyémántot termeltek ki, ezek 35%-a drágakőnek minősül. A bányát rövid szünetelés után 2006-ban nyitották meg újra.

## Borneo
Gazdaságilag a borneói gyémántelőfordulás jelentéktelen, mert a lelőhelyek kimerültek. A mai termelés szinte kizárólagosan az országban lel gazdára. A lelőhelyek a sziget nyugati részén, a Landak, Kapuas, Sekajam és Sarawak folyók környékén, délkeleten pedig Bandjarmassin és Martapura vidékén vannak. A borneói kövek általában kicsik.

## Botswana
Botswana területén is található néhány kimberlit-kürtő, ezeket napjainkban is bányásszák (Damtschaa, Jwaneng, Letlhakane és Orapa bányái). Másodlagos előfordulási helyei a Shangani folyó forrásvidékén vannak, ezek termelése már számottevőbb. A köveket kissé zöldes árnyalat jellemzi, mely azonban csiszoláskor eltűnik, a színezés tehát csak felületi. A kövek általában kicsik, egy karát nagyságúak. A Jwaneng a világ leggazdagabb bányája.

## Guyana
Guyana területén 1887-ben, aranymosás alkalmával találták meg az első gyémántokat. A termelés viszont csak 1895-ben indult meg. A legfontosabb gyémántterületek a Cuyuni, Mazaruni és Puruni folyók környékén terülnek el, ahol a gyémánt mindenütt fiatalkorú hordalékanyagban fordul elő. A minőségük elég jó, de nem elsőrendű, mert igazi kékesfehér kövek nincsenek. Fehéren kívül találtak sárga, zöld, barna és kék színű köveket. A lelőhelyek hamar kimerültek, napjainkban már nem folytatnak bányászatot.

## Észak-Amerika

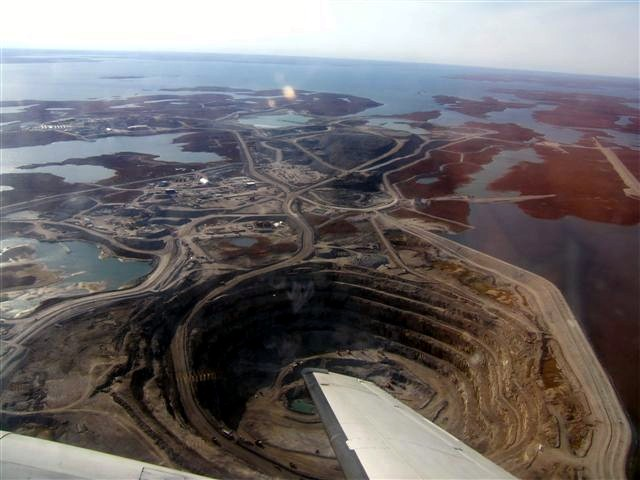
A kanadai Diavik-bánya

Észak-Amerika több pontján is vannak gyémántlelőhelyek. A legérdekesebb az arkansasi előfordulás, ahol a gyémánt peridotitban, a dél-afrikai kimberlithez hasonló kőzetben fordul elő. A fő lelőhely Pike megyében Murfreesboro közelében terül el. A gyémántokat részben a szilárd kőzetbe benőve találták, részben pedig az elmállott kőzetből mosták ki. A gyémántok nagyon kicsik, az átlagos nagyság 0,5 karát. Az Amerikai Egyesült Államok területén, másodlagos helyeken (Virginia, Wisconsin), aranymosás alkalmával, több helyen találtak gyémántot, amelyek között egy-egy nagyobb kő is akadt. Arkansas szövetségi államban található a Crater of Diamonds nemzeti park, mely arról nevezetes, hogy a látogatók a talált gyémántokat megtarthatják. A legnagyobb hazavitt gyémánt 8,82 karátos volt.
Kanada területén viszont jelentős gyémántbányászat folyik elsősorban az Északnyugati-Területek vidékén. A Diavik bányából évente 8 millió karátnak megfelelő gyémánt kerül elő, az Ekatiból 4 millió karátnyi. Kisebb bányák a Snap Lake, Jericho és Viktor. Kanada területén is kimberlit-kürtőkből termelik ki, felszíni fejtéssel.

## Kongó
A Kongói Demokratikus Köztársaság területén gyémántot kimberlit-kürtőben és alluviális hordalékban is találtak. A kürtők Kundelungu-fennsíkon vannak, de gyémánttartalmuk jelentéktelen, bányászata nem gazdaságos. A legfontosabb másodlagos lelőhelyek a Kasai folyó és mellékvizei, továbbá a Bushimaie folyó környékén terülnek el. Kongó területén ma egyetlen bánya, a Kampalanga üzemel.

## Libéria
Libéria területén a Jiblong és Bor folyók környékén minimális mennyiségben szintén találtak gyémántot alluviális hordalékban. A kövek kicsik, a legnagyobb 48 karátos volt. Ma elsősorban a helyi lakosok foglalkoznak gyémánt-mosással.

## Oroszország

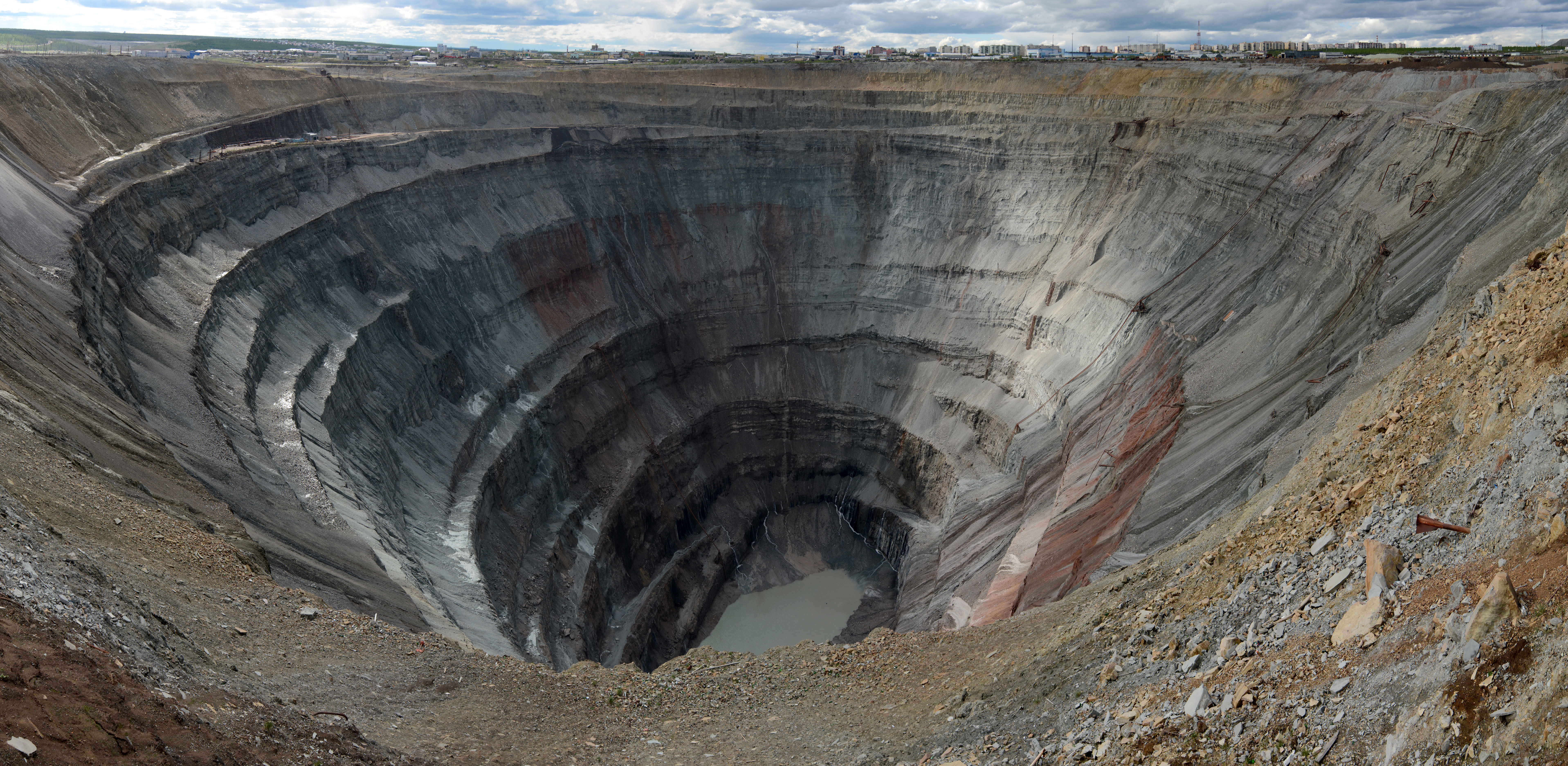
A Mirnij melletti bánya (2014)

Az oroszországi gyémántbányászat az 1950-es években indult meg, miután Szibériában Mirnij mellett megtalálták az első köveket. Mivel Szibéria geológiai szempontból hasonló felépítésű Dél-Afrikához, a gyémántok itt is kimberlit-kürtőkben találhatók. A bányászat szintén a dél-afrikai felszíni fejtési modellt követi. Az első bányát, a Mirt 1955-ben fedezték fel. Az 525 m mély és 1200 m széles bányát 2004-ben zárták be. A másik nagy bányát, az Udacsnaját szintén 1955-ben fedezték fel Jakutföldön. A jelenleg 600 m mély bánya még üzemel, 2010-re tervezik a földalatti bányászat beindítását a jelenlegi külszíni fejtés helyett. További oroszországi bányák a Ajkhál, Jubileum, Sitykán, Anabar és Mirna.

## Namíbia
Az első gyémántot a mai Namíbia területén 1908 áprilisában, a Lüderitz-öböltől keletre, dűnehomokban egy bennszülött találta. A gyémánttartalmú terület a parton körülbelül 400 km hosszúságban húzódik Conception Bay és Angras Juntas között egy legfeljebb 20 km széles sávban. Ezt a vidéket azonban több helyen gyémántban igen szegény, vagy gyémántot egyáltalában nem tartalmazó területek szakítják meg. Különösen Pomona vidékén, az Ida völgyben bukkantak igen gazdag gyémántlelőhelyekre.
A namíbiai gyémánt minősége jó. A kövek színe legnagyobbrészt "kapfehér" és csak kevés a teljesen fehér kő. A gyémántok elég kicsinyek, az egy karátnál súlyosabb kövek már ritkák. Az eddig talált legnagyobb gyémántok Pomona vidékéről származnak.
Namíbia partjai mentén kotrással is keresnek gyémántokat, hiszen az Atlanti-óceánba torkolló folyó üledéke rengeteg követ tartalmaz.

## Sierra Leone
Sierra Leone-ban az utóbbi évtizedben találtak gyémántokat. Az egyetlen kimberlit-kürtőt kiaknázó bánya Koidu városa mellett működik. Ezen felül Koidu környékén a lakosság folyóhordalékból nyeri a gyémántokat. Az itt kitermelt gyémántok nagy része a feketepiacra kerül. Ezek árából finanszírozták és finanszírozzák az országban dúló polgárháborút az egymással szemben álló felek.

## Tanzánia
Tanzániában Muanza mellett, a Victoria-tótól délre szintén találtak gyémántot törmelékanyagban, amely alatt azután egy kimberlit kitöltésű kürtőt fedeztek fel. A gyémánt rendszeres termelése 1925-ben indult meg. A Williamson-bányából évente 300 ezer karátnyi gyémántot bányásznak.

## Kapcsolódó lapok
- Gyémánt
- Gyémántcsiszolás
- Gyémántok tisztasága
- Gyémántok színe
- Híres gyémántok listája
- Mesterséges gyémánt